# Bolot Beïchenaliev
Bolot Beïchenaliev (en russe : Болот Бейшеналиев), né le 25 juin 1937 au Kirghizistan dans le village de Tort-Koul (district de Toktogul) et mort le 18 novembre 2002  à Bichkek, est un acteur de cinéma et de théâtre soviétique. Il est Artiste du Peuple du Kirghizistan. Il est le père de l'acteur Aziz Beïchenaliev.

## Biographie
Bolot Beïchenaliev termine ses études au studio du Théâtre d'Opéra et de Ballet kirghize en 1957 et les poursuit à l'institut d'Art et de Théâtre de Tachkent (Ouzbékistan) jusqu'en 1963.
Il travaille comme aide et assistant-metteur en scène pour le studio Kirghizfilm.
Son fils Aziz est également acteur.

## Filmographie succincte
- 1964 : White Mountains : brother
- 1965 : Le Premier Maître d'Andreï Kontchalovski : Maître Duishen
- 1967 : The Red and the White : Chingiz
- 1968-1972 : Libération : tankman
- 1968 : Djamilia (Джамиля) d'Irina Poplavskaïa et Sergei Yutkevich : l'artiste
- 1969 : Andreï Roublev d'Andreï Tarkovski : le Khan Tatar
- 1969 : The Lanfier Colony : Goupi - swineherd
- 1971 : Incline-toi devant le feu ou Le maître du feu (Поклонись огню) : Azizov
- 1971 : Libération : épisode
- 1972 : La Neige chaude : Kasymov
- 1972 : La Septième Balle (en) (Седьмая пуля) d'Ali Khamraev : Khasanov
- 1977 : Mama, I'm Alive : Chingiz
- 1984 : TASS Is Authorized to Declare... : Lao, Chinese Advisor
- 1987 : Daniel de Galicie (Даниил - князь Галицкий) de Iaroslav Lupy : Kuremsa
- 1991 : La Chute d’Otrar (Гибель Отрара, Gibel Otrara) de Ardak Amirkoulov : Chinviskhan
- 1994 : Le Château (Замок - d'après le roman de Kafka) d'Aleksei Balabanov : le maire
- 1999 : Mama (Мама) de Denis Evstigneïev : épisode

## Honneurs
- Artiste émérite du Kirghizstan
- Le gouvernement de la République kirghize a pris un arrêté pour la « perpétuation de la mémoire de l'artiste émérite de la République kirghize Bolot Beïchenaliev ». Selon cet arrêté, le cinéma Spoutnik de l'agglomération de Kemin, dans la région de Tchouïskaïa, portera le nom de l'artiste et un buste de Beïchenaliev sera érigé en face de cet établissement.

### Source de la traduction
- (en) Cet article est partiellement ou en totalité issu de l’article de Wikipédia en anglais intitulé « Bolot Beyshenaliyev » (voir la liste des auteurs).